# Parafia Matki Bożej Częstochowskiej w Słońsku
Parafia Matki Bożej Częstochowskiej w Słońsku – parafia rzymskokatolicka, położona w dekanacie Kostrzyn, diecezji zielonogórsko-gorzowskiej, metropolii szczecińsko-kamieńskiej w Polsce, erygowana 1 czerwca 1951 roku.